# Вісті українських інженерів
Ві́сті украї́нських інжене́рів (Ukrainian Engineering News) Засновано 1950 Товариством українських інженерів Америки. Від 1956 — друкований орган також Українського технічного товариства Канади.
Спершу виходив як місячник, від 1952 — двомісячник, згодом — квартальник.
Початковий наклад — 100 примірників, від 1951 — 1100 примірників.
Головний редактор — Р. Волчук (1950—1960), К. Туркало, С. Працюк.
Публікують науково-технічні статті, дослідження стану техніки й економіки в Україні, хроніки успіхів українських інженерів у Північній Америці тощо. В окремих номерах «Вісті українських інженерів», зокрема, викрито шкоду будівництва гребель і штучних водоймищ на Дніпрі, проблему «викрадання» Росією українських фахівців.
Від 1973 у розділі «Словник вибраних термінів» друкуються дослідження А. Вовка, М. Баранського, А. Шумовського, М. Єфремова, О. Біланюка, М. Маслова, П. Грицака та інші.